# 末広座 (名古屋市)
末広座（すえひろざ）は、かつて愛知県名古屋市中区末広町にあった芝居小屋。
元禄・享保年間頃に開設され、その後何度か改築された。名古屋では最古参の劇場とされる、1872年（明治5年）4月に末広座と改称し、1897年（明治30年）3月1日には名古屋における最初の活動写真興行が行われた。その後松竹が買収して改造し、1927年（昭和2年）11月15日に名古屋松竹座として新装開館した。

## 歴史

### 末広座（1872年～1927年頃）

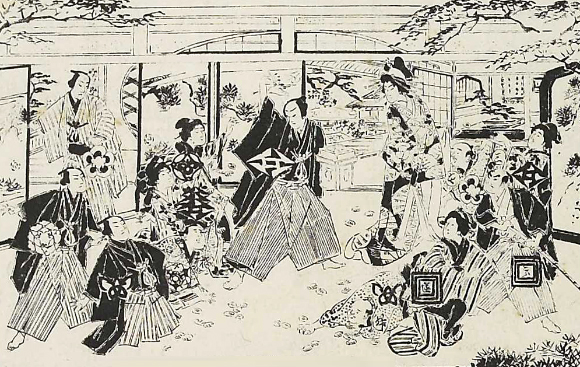
末広座の辻番付チラシの歌舞伎のイラスト（1921年6月）

当初は名古屋城下の若宮八幡宮の境内で営業していたが、天保年間（1830年～1844年）の中頃に隣接地に移転した。
明治時代の名古屋には、南桑名町の千歳座、本重町の新守座、南伏見町の音羽座、大須の宝生座、御園座などが存在していた。劇場の名称は変遷を経ており、1872年（明治5年）4月に末広座、1877年（明治10年）愛栄座、1882年（明治15年）に末広座に再改称されたとする。
劇場のある末広町で生まれ、末広座の子役として活躍した人物に、のちに著名な俳優となった6代目中村傳九郎がいる。また、7代目市川中車と7代目市川團吾は、1909年（明治42年）5月に末広座において共演し、3代目中村時蔵は1917年（大正6年）5月に出演している。
1890年（明治23年）7月1日には第1回衆議院議員総選挙が行われたが、選挙期間中には連日のように末広座、新守座、千歳座などで演説会が催された。1912年（大正元年）12月21日、末広座が改築されて開場式が行われた。1926年（大正15年）2月20日、末広座で名古屋音楽協会の発会式が行われた。初代会長は名古屋市長の田阪千助である。

#### 名古屋初の活動写真興行
1896年（明治29年）、アメリカの発明家チャールズ・フランシス・ジェンキンスとトーマス・アーマットが開発したファントスコープをトーマス・エジソンがヴァイタスコープとして商品化すると、翌1897年（明治30年）1月、大阪・心斎橋で雑貨商を営んだ荒木和一によって荒木系ヴァイタスコープの興行が始まり、末広座では同年3月1日から14日まで開催。これが名古屋における最初の活動写真興行とされている。

### 松竹座（1927年～1945年）

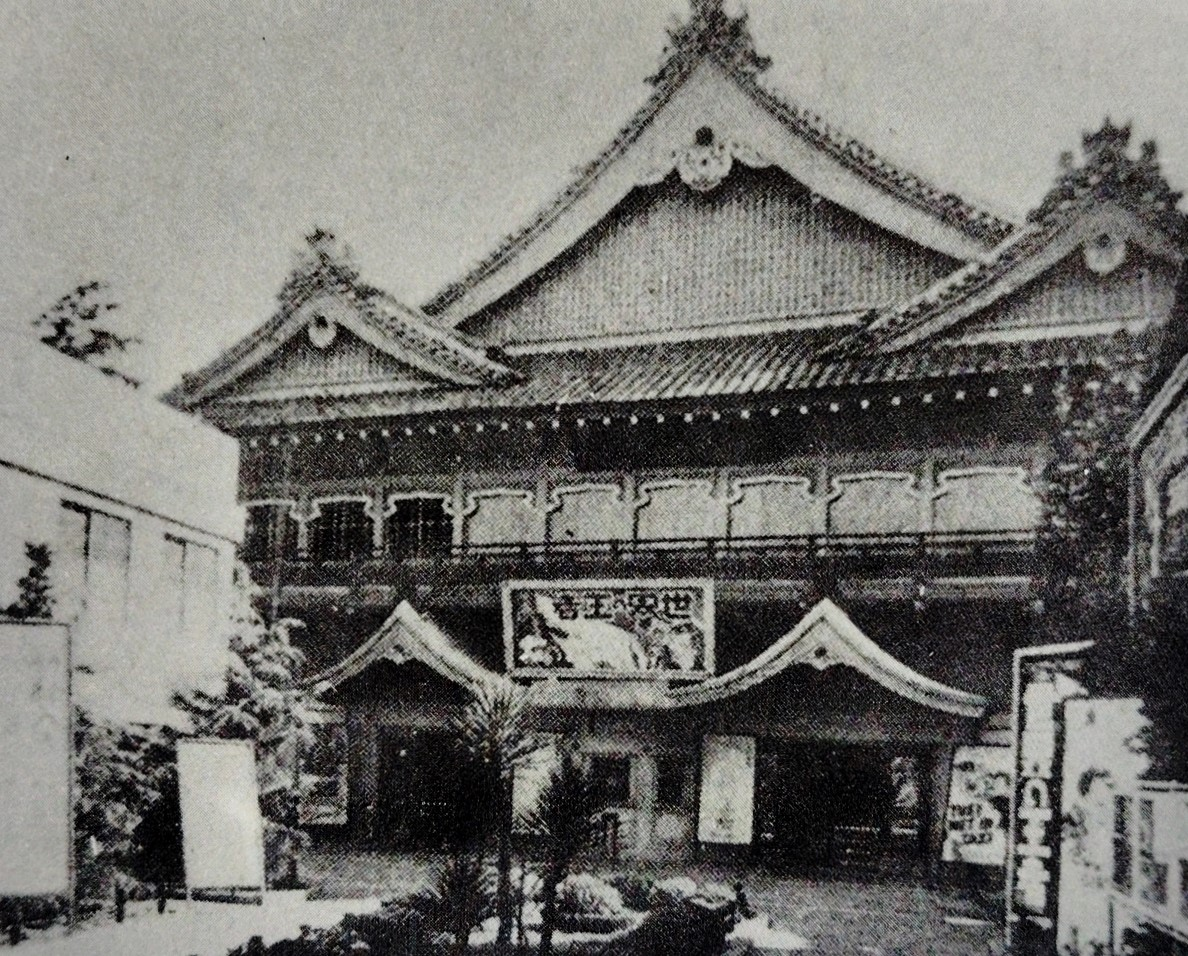
松竹座の建物

この建物は、歌舞伎に深いつながりのある松竹に買収され、1927年（昭和2年）11月15日に名古屋松竹座として新装開館した。しかし、太平洋戦争中の名古屋大空襲によって破壊された。

### 戦後の跡地
戦後には末広座/松竹座の跡地を古川為三郎率いるヘラルドグループが取得し、1964年（昭和39年）12月25日、中日シネラマ会館（後のヘラルドシネプラザ）が開館した。2004年（平成16年）2月22日に完全閉館するまで、映画館とレジャー施設を擁する商業ビルとして親しまれた。2019年（平成31年）2月19日、ヘラルドシネプラザ跡地に高層マンションの栄タワーヒルズが竣工した。